# Alain Goudard
Pour les articles homonymes, voir Goudard.
Alain Goudard, né le 6 mars 1958 à Bourg-en-Bresse, est un chef de chœur, chef d'orchestre et compositeur notamment connu par son action pour la démocratisation de la création musicale auprès de publics qui sont le plus souvent exclus des pratiques artistiques. Il est le fondateur et directeur artistique, depuis 1987, de la structure associative Résonance contemporaine qui intègre Les Percussions de Treffort et l'Ensemble de six voix solistes,.

## Biographie
Alain Goudard est le fondateur en 1979 et le directeur musical des Percussions de Treffort, formation musicale qui réunit des musiciens handicapés mentaux issus du CAT-Foyer de Treffort-Cuisiat et des musiciens professionnels. Outre sa fonction de formateur et pédagogue, il y mène un travail de composition.  
En 1995, il crée l'Ensemble de Six Voix Solistes, un chœur professionnel de six voix féminines solistes, pour lequel il collabore avec de nombreux compositeurs français et étrangers dont notamment Lucien Guérinel, Jean-Yves Bosseur, Jacques Lejeune et Jean-Claude Wolff. 
Avec la chorégraphe Kilina Crémona, il est à l'origine d'une œuvre chorégraphique et musicale, Le fil rouge, qui réunit les Percussions de Treffort, le Shanghai Percussion Ensemble, le percussionniste Thierry Miroglio et la danseuse chinoise Liu Yan (en). Cette création franco-chinoise fait l'objet en 2014 d'une tournée en Chine et en France dans le cadre des célébrations du 50e anniversaire des relations diplomatiques franco-chinoises,.
Il enseigne, depuis 1989, la pratique vocale et l'improvisation à Lyon au Centre de formation de musiciens intervenant en milieu scolaire. Il intervient aussi régulièrement en tant que formateur et conférencier dans divers colloques et lieux de formation sur la pratique musicale avec les personnes handicapées,,, En 2009, il publie Le tambour fait vibrer mon esprit, un livre qui retrace le parcours des Percussions de Treffort, dans lequel il aborde la question du rapport entre création musicale et situation de handicap,.

## Publications
Ouvrages
- Les Percussions de Treffort, 20 ans de création, avec Brigitte Mercier, L'Harmattan, 1999
- Le tambour fait vibrer mon esprit, Les Percussions de Treffort : Propos sur une aventure musicale et humaine, Mômeludies éditions / CFMI de Lyon, 2009
- Tous les jours, inventés : Traces sur le chemin des Percussions de Treffort, Mômeludies éditions / CFMI de Lyon, 2009